# Merkinė
Merkinė (in polacco Merecz) è una località della Lituania, situata nella contea di Alytus.